# Prosopocera patriziana
Prosopocera patriziana är en skalbaggsart som beskrevs av Stefan von Breuning 1934. Prosopocera patriziana ingår i släktet Prosopocera och familjen långhorningar. Inga underarter finns listade i Catalogue of Life.